# Gregori Acindí
Gregori Acindí (en llatí Gregorius Acindynus, en grec Γρηγόριος Ἀκίνδυνος) fou un monjo grec que es va destacar en la controvèrsia amb els Hesicastes o monjos «quietistes» (que defensaven la «quietud» interior) del Mont Atos.
Es va convertir en cap opositor de la doctrina del monjo Barlaam, al que havia succeït, negant que la llum que aparegué a la muntanya de la Transfiguració no estava creada. El 1347, l'emperador Joan VI Cantacuzè va prendre partit per Gregori Palamàs, el cap dels quietistes, i va obtenir la condemna d'Acindynos en uns concilis celebrats a Constantinoble, especialment el de 1351.
Escrits d'Acindí són: De Essentia et Operatione Dei adversus imperitiam Gregorii Palamae, i Carmen iambicum de Haeresibus Palamae.